# اقتصاديات الأمن
تتناول اقتصاديات أمن المعلومات (بالإنجليزية: Economics of security)‏ الجوانب الاقتصادية للخصوصية وأمن الكمبيوتر، وتشمل اقتصاديات أمن المعلومات نماذج من
المنطقية الصارمة "الإنسان الاقتصادي" وكذلك "الاقتصاد السلوكي". وتتناول اقتصاديات الأمن (بالإنجليزية: Economics of security) القرارات والسلوكيات الفردية والتنظيمية التي تتعلق بالأمن والخصوصية بوصفها من قرارات السوق.
وتطرح اقتصاديات الأمن سؤالاً أساسياً: لماذا تختار العوامل (الأفراد أو المؤسسات) المخاطر التقنية في حين توجد حلول تقنية لتخفيف مخاطر الأمن والخصوصية؟ تتناول الاقتصاديات هذا السؤال وتساعد أيضاً في صنع القرارات التصميمية في الهندسة الأمنية.

## ظهور اقتصاديات الأمن
الأمن القومي هو الصالح العام المتعارف عليه. ظهر الوضع الاقتصادي لأمن المعلومات حوالي عام 2000. وكما هو الحال مع الابتكارات التي نشأت في وقت واحد في أماكن متعددة. ففي عام 2000، كتب روس أندرسون مقالة بعنوان لماذا يصعب تحقيق الأمن المعلوماتي [الإنجليزية]. وشرح أن أحد التحديات الكبيرة في تطوير التقنيات الأمنية بشكل مثالي هو ضرورة مواءمة الحوافز مع التقنية لتمكين الاعتماد الرشيد عليها. وبالتالي، يجب دمج النظريات الاقتصادية في التصميم الفني، ويجب أن تمكّن تقنية الأمن الطرف المعرض للمخاطر من الاستثمار لتقليل هذا الخطر. وإلا فإن المصممين سوف يعتمدون ببساطة على الإيثار للتبني والانتشار. ويعتبر العديد من الباحثين أن هذا النشر هو الأول في اقتصاديات الأمن.
وفي عام 2000 أيضًا في جامعة هارفارد، جادل الباحث كامب في كلية التعليم الحكومي وولفرام في قسم الاقتصاد بأن الأمن ليس منفعة عامة، بل بالأحرى هو نقاط ضعف موجودة قيمة خارجية سلبية مرتبطة بها. عُرفت نقاط الضعف في هذا العمل على أنها سلع قابلة للتداول.وبعد ست سنوات، ظهرت أسواق حية للثغرات الأمنية لدى شركات آي ديفنس وزد دي آي وموزيلا.
في عام 2000، اقترح العلماء في فريق الاستجابة للطوارئ الحاسوبية في جامعة كارنيجي ميلون آلية مبكرة لتقييم المخاطر. نموذج هولوغرافي هرمي قدّم أول أداة تقييم متعددة الجوانب لتوجيه الاستثمارات في الأمن باستخدام علم المخاطر. ومنذ ذلك الحين، طور فريق الاستجابة للطوارئ الحاسوبية مجموعة من الآليات النظامية التي تستخدمها المؤسسات في تقييم المخاطر، اعتمادًا على حجم وخبرة منهجية تقييم المخاطر أوكتاف. وأصبحت دراسة أمن الحواسيب كاستثمار لتجنب المخاطر ممارسة قياسية.
في عام 2001، في تطور غير ذي صلة، نشرلورانس أ. جوردون [الإنجليزية] ومارتن ب. لوب [الإنجليزية] "استخدام أمن المعلومات كاستجابة لنظام تحليل المنافسين". كُتبت كورقة عمل للمقالة المنشورة في عام 2000. قدّم هاذان الأساتذان من كلية سميث للأعمال في ولاية ميريلاند، إطارًا لنظرية الألعاب يوضح كيف يمكن للأمن المعلوماتي منع الشركات المنافسة من الحصول على معلومات حساسة. وفي هذا السياق، ينظر المقال إلى الجوانب الاقتصادية (أي الفوائد والتكاليف) للأمن المعلوماتي. وجمع المؤلفان جهودهما لتطوير وتوسيع سلسلة من الأحداث الرائدة تحت اسم "ورشة عمل حول اقتصاديات أمن المعلومات".

## أمثلة على النتائج في اقتصاديات الأمن
برهان العمل عبارة عن تقنية أمنية مصممة لإيقاف البريد العشوائي عن طريق تغيير الاقتصاد. جادلت ورقة بحثية مبكرة في اقتصاديات أمن المعلومات بأن برهان العمل لا يمكن أن ينجح. في الواقع، كانت النتيجة أن برهان العمل لا يمكن أن ينجح دون تمييز في السعر كما هو موضح في ورقة لاحقة بعنوان "برهان العمل يمكن أن ينجح".
اكتشاف آخر، وهو أمر بالغ الأهمية لفهم ممارسات البيانات الأمريكية الحالية، هو أن عكس الخصوصية ليس، من الناحية الاقتصادية، إخفاء الهوية، بل تمييز السعر. الخصوصية وتسوية الأسعار كتبها أندرو أودليزكو [الإنجليزية] وتوضح أن ما يبدو كاضطراب في جمع البيانات هو في الواقع سلوك تنظيمي منطقي.
قدم هال فاريان [الإنجليزية] ثلاثة نماذج للأمن باستخدام مجاز الارتفاعات في جدران المدينة لإظهار الأمن بوصفها سلعة طبيعية، أو سلعة عامة، أو سلعة تحتوي على آثار خارجية. وظهر أن مشكلة الراكب بالمجان هي النتيجة النهائية في أية حالة.
كتب لورنس جوردون ومارتن لوب "اقتصاديات استثمارات أمن المعلومات". يعتبر نموذجهما أول نموذج اقتصادي يحدد المبلغ الأمثل الذي يجب استثماره لحماية مجموعة معينة من المعلومات، إذ يأخذ النموذج في الاعتبار ضعف المعلومات أمام خرق الأمان والخسارة المحتملة في حالة وقوع مثل هذا الخرق.

## مقالات ذات صلة
- هندسة أمن
- مخترق أمني